# 十四女英豪
《十四女英豪》（英語：The 14 Amazons）是一部1972年由邵氏兄弟製作的香港武侠電影，講述宋朝楊門女將衛國安民的英勇事跡，由導演程剛改編搬上銀幕。此片拍攝歷時兩載，動用了差不多當時邵氏的全體女星，戰爭場面浩大，並囊括了次年金馬獎多個奬項。

## 情節
楊氏一族，不論男女，數代皆為朝廷(宋朝)効力，保家衛國。在與西夏一役期間，將領楊宗保遇伏身死。他的死使他唯一的兒子楊文廣成為楊府唯一的男性繼承人。楊宗保的遺孀穆桂英、女當家和全府上下誓要殺番救宋，並為楊宗保報仇。但在奸臣從中阻撓下，楊家無法得到皇帝的同意調用朝廷軍隊。
因此，他們唯有自組軍隊，並招募志士。西夏國王及其兒子風聞穆桂英的勇猛和智謀，嘗試用盡各種詭計阻止她。最終，西夏的奸計未能得逞，穆桂英、楊家和宋國士兵成功奪得據點。

## 演員
- 盧燕 飾 佘太君
- 凌波 飾 穆桂英
- 何莉莉 飾 楊文廣
- 岳華 飾 呂超
- 舒佩佩 飾 楊排風
- 汪萍 飾 楊秋菊
- 劉午琪 飾 楊秋蘭
- 葉靈芝 飾 楊九妹
- 李菁 飾 楊八妹
- 金霏 飾 杜金娥
- 歐陽莎菲 飾 柴郡主
- 王金鳳 飾 馬賽英
- 丁珮 飾 黃瓊女
- 夏萍 飾 董月娥
- 林靜 飾 鄒蘭英
- 陳燕燕 飾 耿金花
- 宗華 飾 楊宗保
- 樊梅生 飾 焦廷貴
- 黃宗迅 飾 孟懷遠
- 張斌 飾 宗保隨從
- 顧文宗 飾 楊洪
- 吳文華 飾 牛虎
- 田豐 飾 西夏王
- 王俠 飾 大太子
- 南宮勳 飾 二太子
- 田青 飾 三太子
- 秦沛 飾 四太子
- 羅烈 飾 五太子
- 楊志卿 飾 寇準
- 井淼 飾 王欽
- 李笑叢 飾 王欽隨從
- 楊愛華 飾 珍珠
- 丁茜 飾 沈姑
- 楊斯 飾 番將
- 詹森 飾 番將
- 藍偉烈 飾 番將
- 沈勞 飾 俘虜兵
- 染野行雄 飾 番將
- 仁傑 飾 番將
- 顧秋琴 飾 楊家女兵
- 唐晶 飾 楊家女兵
- 呂珊 飾 楊家女兵
- 曾楚霖 飾 番將
- 曾志偉 飾 番將
- 元彪 飾 楊家男兵
- 岑潛波 飾 番將
- 元奎
- 許冠英
- 白彪
- 高雄
- 林正英
- 李家鼎
- 程小東
- 梁小龍
- 米雪
- 凌漢
- 陳觀泰
- 黃元申
- 傅聲
- 楊盼盼[2]

## 奬項

### 1973年第11屆金馬奬
- 優等劇情片
- 最佳導演：程剛 (得奬)
- 最佳女配角：盧燕 (得奬)
- 最佳錄音：王永華 (得奬)

### 1973年第19屆亞太影展
- 最佳女主角：何莉莉 (得奬)